# ICD-10 第二十章：疾病和死亡的外因
ICD-10 第二十章：疾病和死亡的外因，即国际疾病与相关健康问题统计分类第十版的第二十个编码分系统（从V01-Y99），其中包括了各种关于疾病及死亡的外在原因，及其分类详情。

## V01-V99 意外事故

### V01-V09 行人在与运输事故中的损伤
- V01 行人在与脚踏车碰撞中的损伤
- V02 行人在与两轮或三轮摩托车碰撞中的损伤
- V03 行人在与小汽车、轻型货车或篷车碰撞中的损伤
- V04 行人在与重型运输车或公共汽车碰撞中的损伤
- V05 行人在与火车或铁路车辆碰撞中的损伤
- V06 行人在与其他非机动车辆碰撞中的损伤
- V09 行人在其他和未特指运输事故中的损伤

### V10-V19 脚踏车驾驶人员在运输事故中的损伤
- V10 脚踏车驾驶人员在脚踏车与行人或牲畜碰撞中的损伤
- V11 脚踏车驾驶人员在脚踏车与其他脚踏车碰撞中的损伤
- V12 脚踏车驾驶人员在脚踏车与两轮或三轮机动车碰撞中的损伤
- V13 脚踏车驾驶人员在脚踏车与小汽车、轻型货车或篷车碰撞中的损伤
- V14 脚踏车驾驶人员在脚踏车与重型运输车或公共汽车碰撞中的损伤
- V15 脚踏车驾驶人员在脚踏车与火车或铁路车辆碰撞中的损伤
- V16 脚踏车驾驶人员在脚踏车与其他非动车辆碰撞中的损伤
- V17 脚踏车驾驶人员在脚踏车与固定或静止物体碰撞中的损伤
- V18 脚踏车驾驶人员在非碰撞性运输事故中的损伤
- V19 脚踏车驾驶人员在其他和未特指的运输事故中的损伤

### V20-V29 摩托车驾驶人员在运输事故中的损伤
- V20 摩托车驾驶人员在摩托车与行人或牲畜碰撞中的损伤
- V21 摩托车驾驶人员在摩托车与脚踏车碰撞中的损伤
- V22 摩托车驾驶人员在摩托车与两轮或三轮车机动车碰撞中的损伤
- V23 摩托车驾驶人员在摩托车与小汽车、轻型货车或篷车碰撞中的损伤
- V24 摩托车驾驶人员在摩托车与重型运输车或公共汽车碰撞中的损伤
- V25 摩托车驾驶人员在摩托车与火车或铁路车辆碰撞中的损伤
- V26 摩托车驾驶人员在摩托车与其他非机动车辆碰撞中的损伤
- V27 摩托车驾驶人员在摩托车与固定或静止物体碰撞中的损伤
- V28 摩托车驾驶人员在非碰撞性运输事故中的损伤
- V29 摩托车驾驶人员在其他和未特指的运输事故中的损伤

### V30-V39 三轮机动车乘员在运输事故中的损伤
- V30 三轮机动车乘员在三轮机动车与行人或牲畜碰撞中的损伤
- V31 三轮机动车乘员在三轮机动车与脚踏车碰撞中的损伤
- V32 三轮机动车乘员在三轮机动车与两轮或三轮机动车碰撞中的损伤
- V33 三轮机动车乘员在三轮机动车与小汽车、轻型货车或篷车碰撞中的损伤
- V34 三轮机动车乘员在三轮机动车与重型运输车或公共汽车碰撞中的损伤
- V35 三轮机动车乘员在三轮机动车与火车或铁路车辆碰撞中的损伤
- V36 三轮机动车乘员在三轮机动车与其他非机动车辆碰撞中的损伤
- V37 三轮机动车乘员在三轮机动车与固定或静止物体碰撞中的损伤
- V38 三轮机动车乘员在非碰撞性运输事故中的损伤
- V39 三轮机动车乘员在其他和未持指的运输事故中的损伤

### V40-V49 小汽車乘員在運輸事故中的損傷
- V40 小汽车乘员在小汽车与行人或牲畜碰撞中的损伤
- V41 小汽车乘员在小汽车与脚踏车碰撞中的损伤
- V42 小汽车乘员在小汽车与两轮或三轮机动车碰撞中的损伤
- V43 小汽车乘员在小汽车与小汽车、轻型货车或篷车碰撞中的损伤
- V44 小汽车乘员在小汽车与重型运输车或公共汽车碰撞中损伤
- V45 小汽车乘员在小汽车与火车或铁路车辆碰撞中的损伤
- V46 小汽车乘员在小汽车与其他非机动车辆碰撞中的损伤
- V47 小汽车乘员在小汽车与固定或静止物体碰撞中的损伤
- V48 小汽车乘员在非碰撞性运输事故中损伤
- V49 小汽车乘员在其他和未特指的运输事故中的损伤

### V50-V59 轻型货车或蓬车乘员在运输事故中的损伤
- V50 轻型货车或蓬车乘员在轻型货车或篷车与行人或牲畜碰撞中的损伤
- V51 轻型货车或篷车乘员在轻型货车或篷车与脚踏车碰撞中的损伤
- V52 轻型货车或篷车乘员在轻型货车或篷车与两轮或三轮机动车碰撞中损伤
- V53 轻型货车或篷车乘员在轻型货车或篷车与小汽车、轻型货车或篷车碰撞中的损伤
- V54 轻型货车或篷车乘员在轻型货车或篷车与重型运输车或公共汽车碰撞中的损伤
- V55 轻型货车或篷车乘员在轻型货车或篷车与火车或铁路车辆碰撞中的损伤
- V56 轻型货车或篷车乘员在轻型货车或篷车与其他非机动车辆碰撞中的损伤
- V57 轻型货车或篷车乘员在轻型货车或篷车与固定或静止物体碰撞中的损伤
- V58 轻型货车或篷车乘员在非碰撞性运输事故中的损伤
- V59 轻型货车或篷车乘员在其他和未特指的运输事故中的损伤

### V60-V69 重型运输车乘员在运输事故中的损伤
- V60 重型运输车乘员在重型运输车与行人或牲畜碰撞中的损伤
- V61 重型运输车乘员在重型运输车与脚踏车碰撞中的损伤
- V62 重型运输车乘员在重型运输车与两轮或三轮机动车碰撞中的损伤
- V63 重型运输车乘员在重型运输车与小汽车、轻型货车或篷车碰撞中的损伤
- V64 重型运输车乘员在重型运输车与重型运输车或公共汽车碰撞中的损伤
- V65 重型运输车乘员在重型运输车与火车或铁路车辆碰撞中非交通事故的损伤
- V66 重型运输车乘员在重型运输车与其他非机动车辆碰撞中的损伤
- V67 重型运输车乘员在重型运输车与固定或静止物体碰撞中的损伤
- V68 重型运输车乘员在非碰撞性运输事故中的损伤
- V69 重型运输车乘员在其他和未特指的运输事故中的损伤

### V70-V79 公共汽车乘员在运输事故中的损伤
- V70 公共汽车乘员在公共汽车与行人或牲畜碰撞中的损伤
- V71 公共汽车乘员在公共汽车与脚踏碰撞中的损伤
- V72 公共汽车乘员在公共汽车与两轮或三轮机动车碰撞中的损伤
- V73 公共汽车乘员在公共汽车与小汽车、轻型货车或篷车碰撞中的损伤
- V74 公共汽车乘员在公共汽车与重型运输车或公共汽车碰撞中的损伤
- V75 公共汽车乘员在公共汽车与火车或铁路车辆碰撞中的损伤
- V76 公共汽车乘员在公共汽车与其他非机动车辆碰撞中的损伤
- V77 公共汽车乘员在公共汽车与固定或静止物体碰撞中的损伤
- V78 公共汽车乘员在非碰撞性运输事故中的损伤
- V79 公共汽车乘员在其他和未特指的运输事故中的损伤

### V80-V89 其他陆地运输事故
- V80 牲畜骑手或畜挽车辆乘员在运输事故中的损伤
- V81 火车或铁路车辆乘员在运输事故中的损伤
- V82 (市内有轨)电车乘员在运输事故中的损伤
- V83 主要用于工业厂区的专用车辆上的乘员在运输事故中的损伤
- V84 主要用于农业的专用车辆上的乘员在运输事故中的损伤
- V85 专用建筑车辆上的乘员在运输事故中的损伤
- V86 专用的全地带车辆或其他主要设计用于越野的机动车辆上的乘员在运输事故中的损伤
- V87 特指类型的交通事故，但受害者的运输方式不明
- V88 特指类型的非交通事故，但受害者的运输方式不明
- V89 机动或非机动车辆事故，车辆类型未特指

### V90-V94 水上運輸事故
- V90 船舶事故引起的淹溺和沉没
- V91 船舶事故引起的其他损伤
- V92 与水上运输有关的非船舶事故的淹溺和沉没
- V93 非船舶事故的船上事故，未引起淹溺和沉没
- V94 其他和未特指的水上运输事故

### V95-V97 航空和航天运输事故
- V95 动力飞行器事故引起乘员损伤
- V96 无动力飞行器事故引起乘员损伤
- V97 其他特指的空中运输事故

### V98-V99 其他和未特指的運輸事故
- V98 其他特指的运输事故
- V99 未特指的运输事故

## W00-W99, X00-X59 意外损伤的其他外因

### W00-W19 跌倒
- W00 在涉及冰和雪的同一平面上跌倒
- W01 在同一平面上滑倒、绊倒和摔倒
- W02 涉及溜冰、滑雪、溜旱冰或滑板时的跌倒
- W03 由于被别人碰撞或推动引起的在同一平面上的其他跌倒
- W04 在被他人运送或搀扶时跌倒
- W05 涉及轮椅上的跌落
- W06 涉及床上的跌落
- W07 涉及椅子上的跌落
- W08 涉及其他家具上的跌落
- W09 涉及运动场设施上的跌落
- W10 在楼梯或台阶上的跌倒和跌落
- W11 在梯子上跌倒和跌落
- W12 在脚手架上跌倒和跌落
- W13 从房屋或建筑结构上跌落或跌出
- W14 从树上跌落
- W15 从悬崖上跌落
- W16 潜水或跳水引起的损伤，除外淹溺和沉没
- W17 从一个平面至另一个平面的其他跌落
- W18 在同一个平面的其他跌倒
- W19 未特指的跌倒

### W20-W49 暴露于无生命机械性力量下
- W20 被投掷、抛出或坠落物体击中
- W21 撞在体育设施上或被体育设施击中
- W22 撞在其他物体上或被其他物体击中
- W23 被物体钩住、挤压、轧住或夹住
- W24 接触升降和传送装置，不可归类在他处者
- W25 接触锋利的玻璃
- W26 接触刀、剑或匕首
- W27 接触无动力手工工具
- W28 接触动力割草机
- W29 接触其他动力手工工具和家用机械
- W30 接触农业机械
- W31 接触其他和未特指的机械
- W32 手枪发射
- W33 步枪、猎枪和较大火器发射
- W34 其他和未特指的火器发射
- W35 锅炉爆炸和破裂
- W36 高压气罐爆炸和破裂
- W37 压缩轮胎、管子和软管的爆炸和破裂
- W38 其他特指压缩装置的爆炸和破裂
- W39 烟火发射
- W40 其他材料爆炸
- W41 暴露于高压喷射下
- W42 暴露于噪音下
- W43 暴露于振动下
- W44 异物进入或穿入眼或自然腔口
- W45 异物或物体经皮肤进入
- W49 暴露于其他和未特指的无生命机械性力量下

### W50-W64 暴露于有生命机械性力量下
- W50 被他人殴打、踢、拧、咬或抓伤
- W51 撞到他人或意外被别人碰撞
- W52 被蜂涌人群挤压、推挤或踏踩
- W53 被鼠咬伤
- W54 被狗咬伤或抓伤
- W55 被其他哺乳动物咬伤或抓伤
- W56 接触海生动物的损伤
- W57 被无毒昆虫和其他无毒节肢动物咬伤或螫伤
- W58 被鳄鱼或短吻鳄咬伤或抓伤
- W59 被其他爬行动物咬伤或压伤
- W60 接触植物荆棘和刺以及锐利叶片的损伤
- W64 暴露于其他和未特指的有生命机械性力量下

### W65-W74 意外淹沒和沉沒
- W65 在浴盆内淹溺和沉没
- W66 落入浴盆后淹溺和沉没
- W67 在游泳池中淹溺和沉没
- W68 落入游泳池后淹溺和沉没
- W69 在自然水域中淹溺和沉没
- W70 落入自然水域后淹溺和沉没
- W73 其他特指的淹溺和沉没
- W74 未特指的淹溺和沉没

### W75-W84 其他对呼吸的意外威胁
- W75 在床上意外窒息和绞窄
- W76 其他意外悬吊和绞窄
- W77 由于塌方、坠落土块和其他物质引起对呼吸的威胁
- W78 吸入胃内容物
- W79 吸入或咽下食物引起的呼吸道梗阻
- W80 吸入和咽下其他物体引起的呼吸道梗阻
- W81 被封闭于或陷入低氧环境
- W83 其他特指的对呼吸的威胁
- W84 未特指的对呼吸的威胁

### W85-W99 暴露于电流、辐射和极度环境气温及气压下境氣溫及氣壓下
- W85 暴露于输电线路下
- W86 暴露于其他特指的电流下
- W87 暴露于未特指的电流下
- W88 暴露于电离辐射下
- W89 暴露于人造可见光和紫外线下，包括焊接光(弧)
- W90 暴露于其他非电离辐射下
- W91 暴露于未特指类型的辐射下
- W92 暴露于人为原因的过热环境下
- W93 暴露于人为原因的过冷环境下
- W94 暴露于高气压、低气压和气压改变环境下
- W99 暴露于其他和未特指的人为环境因素下

### X00-X09 暴露于烟、火和火焰下
- X00 暴露于房屋或建筑结构内的无控制性火焰下
- X01 暴露于房屋或建筑结构外的无控制性火焰下
- X02 暴露于房屋或建筑结构内的控制性火焰下
- X03 暴露于房屋或建筑结构外的控制性火焰下
- X04 暴露于高度易燃材料的起火下
- X05 暴露于睡衣的起火或焚毁下
- X06 暴露于其他衣着用品和装饰品的起火或焚毁下
- X08 暴露于其他特指的烟、火和火焰下
- X09 暴露于未特指的烟、火和火焰下

### X10-X19 接触热和烫的物质
- X10 接触热饮料、食物和动植物油
- X11 接触热自来水
- X12 接触其他热液体
- X13 接触蒸气和热蒸气
- X14 接触热空气和气体
- X15 接触热的家用器具
- X16 接触热的取暖器具、散热器和管
- X17 接触热的发动机、机械和工具
- X18 接触其他热的金属
- X19 接触其他和未特指的热和烫的物质

### X20-X29 接触有毒的动物和植物
- X20 接触毒蛇和蜥蜴
- X21 接触毒蜘蛛
- X22 接触蝎子
- X23 接触大黄蜂、黄蜂和蜜蜂
- X24 接触蜈蚣和有毒的千足虫
- X25 接触其他特指的有毒的节肢动物
- X26 接触有毒的海生动物和植物
- X27 接触其他特指的有毒动物
- X28 接触其他特指的有毒植物
- X29 接触未特指的有毒动物或植物

### X30-X39 自然力量下
- X30 暴露于过度自然热下
- X31 暴露于过度自然寒冷下
- X32 暴露于阳光下
- X33 闪电的受害者
- X34 地震受害者
- X35 火山爆发受害者
- X36 雪崩、山崩和其他地面运动受害者
- X37 灾难性暴风雨受害者
- X38 洪水受害者
- X39 暴露于其他和未特指的自然力量下

### X40-X49 有毒物质的意外中毒及暴露于该物质下
- X40 非类鸦片镇痛药、退热药和抗风湿药的意外中毒及暴露于该类药物
- X41 镇癫痫药、镇静催眠剂、抗震颤麻痹药和对精神有影响的药物的意外中毒及暴露该药物
- X42 麻醉剂和致幻药意外中毒及暴露于该药物，不可归在他处者
- X43 作用于自主神经系统的其他药物的意外中毒及暴露
- X44 其他和未特指的药物、药剂和生物制品的意外中毒及暴露于该类药物
- X45 酒精的意外中毒及暴露于酒精
- X46 有机溶剂和卤素烃及其蒸气的意外中毒及暴露于该类物质
- X47 其他气体和蒸气的意外中毒及暴露于该类物质
- X48 杀虫剂的意外中毒及暴露于杀虫剂
- X49 其他和未特指的化学制品和有害物质的意外中毒及暴露于该类物质

### X50-X57 操劳过度、旅行和贫困
- X50 操劳过度和剧烈或重复运动
- X51 旅行和运动
- X52 长期滞留在失重环境下
- X53 食物缺乏
- X54 水缺乏
- X57 未特指的贫困

### X58-X59 意外暴露于其他和未特指的因素下
- X58 暴露于其他特指的因素下
- X59 暴露于未特指的因素下

## X60-X84 故意自害
- X60 非类鸦片镇痛药、退热药和抗风湿药的故意自毒及暴露于该类药物
- X61 镇癫,镇静-催眠剂，抗震颤麻痹药和对精神有影响药物的故意自毒及暴露于该类药物，不可归类在他处者
- X62 麻醉剂和致幻药[致幻剂]故意自毒及暴露于该类药物，不可归类在他处者
- X63 作用于自主神经系统的其他药物的故意自毒及暴露于该类药物
- X64 其他和未特指的药物、药剂和生物制品的故意自毒及暴露于该类药物
- X65 酒精的故意自毒及暴露于酒精
- X66 有机溶剂和卤素烃及其蒸气的故意自毒及暴露于该类物质
- X67 其他气体和蒸气的故意自毒及暴露于该类物质
- X68 杀虫剂的故意自毒及暴露于杀虫剂
- X69 其他未特指的化学制品和有害物质的故意自毒及暴露于该类物质
- X70 用悬吊、绞勒和窒息方式故意自害
- X71 用淹溺和沉没方式故意自害
- X72 用手枪发射方式故意自害
- X73 用步枪、猎枪和大型火器发射方式故意自害
- X74 用其他和未特指的火器发射方式故意自害
- X75 用爆炸物方式故意自害
- X76 用烟、火和火焰方式故意自害
- X77 用蒸气、热气和热物体方式故意自害
- X78 用尖锐物体方式故意自害
- X79 用钝器方式故意自害
- X80 用从高处跳下方式故意自害
- X81 用跳下或躺倒在移动物体前的方式故意自害
- X82 用机动车辆碰撞方式故意自害
- X83 用其他特指的方式故意自害
- X84 用未特指的方式故意自害

## X85-X99, Y00-Y09 加害
- X85 用药物、药剂和生物制品进行加害
- X86 用腐蚀性物质进行加害
- X87 用杀虫剂进行加害
- X88 用气体和蒸气进行加害
- X89 用其他特指的化学制品和有害物质进行加害
- X90 用未特指的化学制品和有害物质进行加害
- X91 用悬吊、绞勒和窒息进行加害
- X92 用淹没和沉没进行加害
- X93 用手枪发射进行加害
- X94 用步枪、猎枪和大型火器发射进行加害
- X95 用其他和未特指火器发射进行加害
- X96 用爆炸物进行加害
- X97 用烟、火和火焰进行加害
- X98 用蒸气、热气和热物体进行加害
- X99 用尖锐物体进行加害
- Y00 用钝器进行加害
- Y01 用从高处推下进行加害
- Y02 用将受害者推向或放置在移动物体前进行加害
- Y03 用机动车辆碰撞进行加害
- Y04 用暴力进行加害
- Y05 暴力的性加害
- Y06 被忽视照料和遗弃
- Y07 其他虐待综合征
- Y08 用其他特指的手段进行加害
- Y09 用未特指的手段进行加害

## Y10-Y34 主观未定的事件
- Y10 非类鸦片镇痛药、退热药和抗风湿药的中毒及暴露于该类药物，主观未定的
- Y11 镇癫痫、镇静-催眠剂、抗震颤麻痹药和对精神有影响药物的中毒及暴露于该类药物，不可归类在他处者
- Y12 麻醉剂和致幻药[致幻剂]的中毒及暴露于该类药物，不可归类在他处，主观未定的
- Y13 作用于自主神经系统的其他药物的中毒及暴露于该类药物，主观未定的
- Y14 其他未特指的药物、药剂和生物制品的中毒及露于该类药物，主观未定的
- Y15 酒精中毒及暴露于酒精，主观未定的
- Y16 有机溶剂和卤素烃及其蒸气的中毒及暴露于该类物质，主观未定的
- Y17 其他气体和蒸气的中毒及暴露于该类物质，主观未定的
- Y18 杀虫剂的中毒及暴露于杀虫剂，主观未定的
- Y19 其他和未特指的化学制品和有害物质的中毒及暴露于该类物质，主观未定的
- Y20 悬吊、绞勒和窒息，主观未定的
- Y21 淹溺和沉没，主观未定的
- Y22 手枪发射，主观未定的
- Y23 步枪、猎枪和大型火器发射、主观未定的
- Y24 其他和未特指的火器发射、主观未定的
- Y25 接触爆炸物，主观未定的
- Y26 暴露于烟、火和火焰下，主观未定的
- Y27 接触蒸气、热气和热物体，主观未定的
- Y28 接触尖锐热物体，主观未定的
- Y29 接触钝器，主观未定的
- Y30 从高处跌落、跳下或被推下，主观未定的
- Y31 在移动物体前跌倒、躺卧或跑动以及进入移动物体，主观未定的
- Y32 机动车辆的碰撞，主观未定的
- Y33 其他特指的事件，主观未定的
- Y34 未特指的事件，主观未定的

## Y35-Y36 依法处置和作战行动
- Y35 依法处置
- Y36 作战行动

## Y40-Y84 医疗和手术的并发症

### Y40-Y59 在治疗中使用的药物、药剂和生物制品引起的有害效应
- Y40 全身性抗生素在治疗中使用的有害效应
- Y41 其他全身性抗感染药和抗寄生虫药
- Y42 激素类及其合成代用品和拮抗药，不可归类在他处者
- Y43 主要为全身性制剂
- Y44 主要影响血液组成成分的制剂
- Y45 镇痛药、退热药和消炎药
- Y46 镇癫痫药和抗震颤麻痹药
- Y47 镇静剂、催眠药和抗焦虑药
- Y48 麻醉药和治疗性气体
- Y49 对精神有影响的药物，不可归类在他处者
- Y50 中枢神经系统兴奋剂，不可归类在他处者
- Y51 主要影响自主神经系统的药物
- Y52 主要影响心血管系统的制剂
- Y53 主要影响胃肠系统的制剂
- Y54 主要影响水平衡和矿物质及尿酸代谢的制剂
- Y55 主要作用于平滑肌和骨骼肌及呼吸系统的制剂
- Y56 主要影响皮肤和粘膜的局部制剂及眼科、耳鼻喉科和牙科的药物
- Y57 其他和未特指的药物和药剂
- Y58 细菌疫苗类
- Y59 其他和未特指的疫苗类和生物制品

### Y60-Y69 手术和医疗中对病人的意外事故
- Y60 手术和医疗中非故意的切割、针刺、穿孔或出血
- Y61 手术和医疗中异物意外地遗留在体内
- Y62 手术和医疗中无菌预防措施的失败
- Y63 手术和医疗中使用剂量不当
- Y64 医疗或生物材料被污染
- Y65 在手术和医疗中的其他意外事故
- Y66 未给予手术和治疗
- Y69 在手术和医疗中未特指的意外事故

### Y70-Y82 在诊断和治疗中使用与有害事件有关和医疗装置
- Y70 与有害事件有关的麻醉装置
- Y71 与有害事件有关的心血管装置
- Y72 与有害事件有关的耳鼻喉科装置
- Y73 与有害事件有关的胃肠病学和泌尿科装置
- Y74 与有害事件有关的综合医院和个人使用的装置
- Y75 与有害事件有关神经科装置
- Y76 与有害事件有关的妇产科装置
- Y77 与有害事件有关的眼科装置
- Y78 与有害事件有关的放射学装置
- Y79 与有害事件有关的矫形外科装置
- Y80 与有害事件有关的理疗装置
- Y81 与有害事件有关的普通外科和整形外科装置
- Y82 与有害事件有关的其他和未特指的医疗装置

### Y83-Y84 手术和其他医疗操作作为病人异常反应或以后并发症的原因，而在操作当时并未提及意外事故
- Y83 外科手术和其他外科操作作为病人异常反应或以后并发症的原因，而在操作当时未提及意外事故
- Y84 其他医疗操作作为病人异常反应或以后并发症的原因，而在操作当时并未提及意外事故

## Y85-Y89 外因的后遗症导致的疾病和死亡
- Y85 运输事故的后遗症
- Y86 其他事故的后遗症
- Y87 故意自害、加害和意图不确定事件的后遗症
- Y88 手术和医疗作为外因的后遗症
- Y89 其他外因的后遗症

## Y90-Y98 与分类于他处的疾病和死亡原因有关的补充因素
- Y90 测定血中酒精水平以获得酒精影响的证据
- Y91 测定中毒水平以获得酒精影响的证据
- Y95 医源性情况
- Y96 与工作有关的情况
- Y97 与环境污染有关的情况
- Y98 与生活方式有关的情况